# Cleveland (lớp tàu tuần dương)
Lớp tàu tuần dương Cleveland là một lớp tàu tuần dương hạng nhẹ được Hải quân Hoa Kỳ chế tạo trong Chiến tranh Thế giới thứ hai, và là lớp tàu tuần dương hạng nhẹ có số lượng nhiều nhất từng được chế tạo. Lớp Cleveland là sự phát triển tiếp tục từ lớp tàu tuần dương Brooklyn dẫn trước. Chúng được thiết kế nhằm mục đích gia tăng tầm xa hoạt động, tăng cường hỏa lực phòng không và sự bảo vệ chống ngư lôi so với các tàu tuần dương Hoa Kỳ trước đây.

## Phát triển

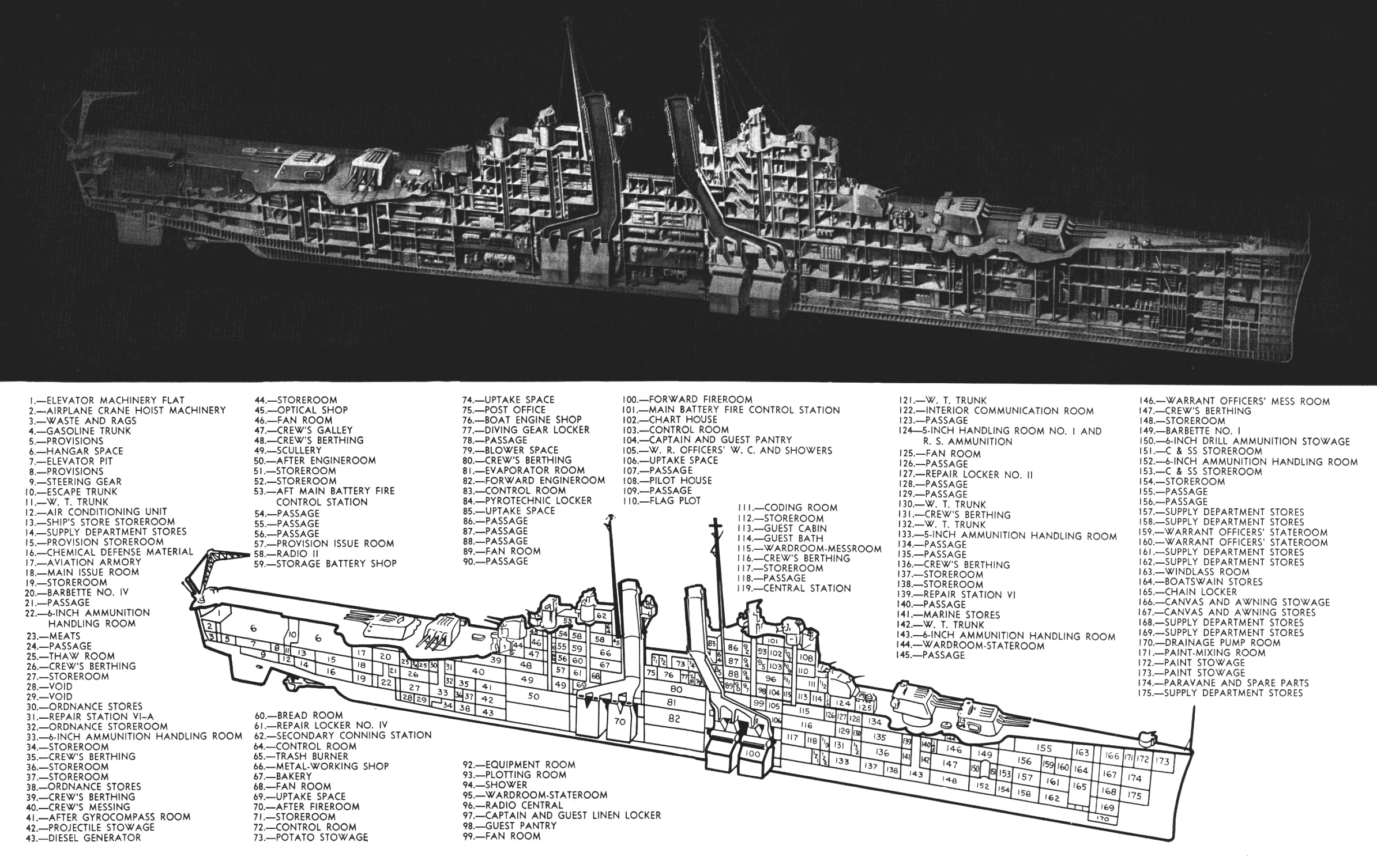
Bản vẽ kỹ thuật một tàu tuần dương lớp Cleveland.

Sau khi Hiệp ước Hải quân London năm 1930 được phê chuẩn, Hải quân Hoa Kỳ quan tâm trở lại đến tàu tuần dương hạng nhẹ trang bị pháo 6 in (150 mm), một phần là do sự than phiền của hạm đội về tốc độ bắn chậm của cỡ pháo 8 in (200 mm), chỉ được 3 phát mỗi phút so với tốc độ 10 phát mỗi phút của pháo 6-inch. Vào lúc đó Hải quân Hoa Kỳ bắt đầu áp dụng máy bay không người lái như mục tiêu để thực hành phòng không, vốn có thể mô phỏng cả máy bay ném bom bổ nhào lẫn máy bay ném bom-ngư lôi. Kết quả thực hành mô phỏng đã gây bất an cho hạm đội, vì nếu không có bộ điều khiển hỏa lực và máy tính, tàu chiến của hạm đội hầu như vô vọng trong việc chống đỡ mật độ không kích của đối phương được dự dự báo trong tương lai. Chỉ riêng máy tính cơ học có thể nặng đến 10 tấn và phải bố trí tại các tầng hầm để cân bằng trọng lượng và được bảo vệ thỏa đáng.
Như thực tế của Thế Chiến II đã chỉ ra, các dự đoán trước chiến tranh tỏ ra lạc quan. Cuối cùng mọi khẩu đội phòng không với cỡ nòng lớn hơn 20 mm đều được vận hành điện và ngắm mục tiêu bằng bộ điều khiển hỏa lực và radar. 
Lúc thiết kế, lớp Cleveland đã có sự phân bố trọng lượng khá chặt chẻ, nhưng những yêu cầu mở rộng thêm chiều rộng mạn tàu đều bị từ chối vì sẻ làm giảm tiến độ đóng tàu. Nhằm trang bị các bộ điều khiển hỏa lực và radar mới nặng hơn trong phạm vi trọng lượng choán nước của một tàu tuần dương, tháp pháo số 3 được loại bỏ. Điều này cũng cho phép có thêm chỗ để mở rộng cầu tàu để có được một trung tâm thông tin tác chiến mới cùng các bộ radar cần thiết, và còn dư tải trọng cho phép trang bị thêm hai khẩu đội pháo đa dụng 5 in (130 mm)/38 caliber nòng đôi phía trước và phía sau cấu trúc thượng tầng, có được một góc bắn rộng.
Cho dù kém hơn ba nòng pháo 6-inch so với những chiếc lớp Brooklyn và lớp phụ St. Louis dẫn trước, hệ thống kiểm soát hỏa lực mới và tiên tiến hơn giúp cho lớp Cleveland có được ưu thế về hỏa lực trong chiến đấu thực tế. Tuy nhiên việc tăng cường thêm dàn hỏa lực phòng không hạng nhẹ cho đến cuối Thế Chiến II khiến các con tàu bị nặng đầu. Để bù trừ trọng lượng tăng thêm, một số con tàu đã tháo dỡ máy phóng cùng với máy đo tầm xa trên tháp pháo số 1.  Vấn đề nặng đầu của lớp tàu ảnh hưởng nặng đến mức mọi bổ sung về thiết bị đều phải đi kèm với việc tháo dỡ một trọng lượng tương đương. Trong vài trường hợp, việc trang bị radar dẫn đường tuần tra chiến đấu trên không đã đưa đến việc tháo dỡ phòng đạn pháo 20 mm.

### Các phiên bản cải tiến
Có tổng cộng 52 chiếc thuộc lớp này đã được vạch kế hoạch và 3 chiếc bị hủy bỏ. Chín chiếc đã được đặt hàng lại như những tàu sân bay hạng nhẹ lớp Independence, và 13 chiếc được thay đổi (nhưng chỉ có hai chiếc hoàn tất) sang một thiết kế hơi khác biệt, với một cấu trúc thượng tầng gọn gàng hơn và một ống khói duy nhất, được biết đến như là lớp tàu tuần dương Fargo. Trong số 27 chiếc lớp Cleveland được đưa vào hoạt động, một chiếc (USS Galveston) được hoàn tất như một tàu tuần dương tên lửa điều khiển và năm chiếc sau đó được cải biến thành những chiếc loại này thuộc các lớp Galveston và Providence; hai trong mỗi lớp tàu tuần dương tên lửa điều khiển này có phần cấu trúc thượng tầng được mở rộng để phục vụ trong vai trò soái hạm. Theo thông lệ về cách đặt tên tàu chiến của Hải quân Mỹ vào lúc đó, tất cả các con tàu đều được đặt tên theo những thành phố của Hoa Kỳ.

## Phục vụ
Lớp tàu tuần dương Cleveland đã phục vụ chủ yếu tại Mặt trận Thái Bình Dương trong Chiến tranh Thế giới thứ hai, đặc biệt là cùng các đội đặc nhiệm tàu sân bay nhanh; nhưng một số cũng đã hoạt động tại Châu Âu và Bắc Phi trong thành phần Hạm đội Đại Tây Dương. Cho dù đã hoạt động tích cực và một số bị hư hại, tất cả đều đã sống sót qua chiến tranh. Cho đến năm 1950, tất cả đều được cho xuất biên chế, ngoại trừ Manchester được giữ lại phục vụ cho đến năm 1956. Sáu chiếc sau đó được hoàn tất hay cải biến thành tàu tuần dương tên lửa điều khiển. Lớp Cleveland tiếp tục bị ảnh hưởng của trọng lượng nặng đầu do vũ khí phòng không và radar được bổ sung trong chiến tranh; không có chiếc tàu tái ngũ trong cuộc Chiến tranh Triều Tiên; chúng đòi hỏi một thành phần thủy thủ đoàn gần bằng một chiếc lớp Baltimore, nên những chiếc này được huy động thay thế. Những chiếc không cải biến bắt đầu được bán để tháo dỡ từ năm 1959.
Những chiếc được hoàn tất hay cải biến thành tàu tuần dương tên lửa điều khiển tái biên chế vào giữa những năm 1950 và nghỉ hưu vào đầu những năm 1970. Tất cả, đặc biệt là những chiếc trang bị tên lửa phòng không Talos, lại phải chịu đựng vấn đề trọng lượng nặng đầu nặng nề hơn thiết kế ban đầu do những thiết bị radar bổ sung. Vấn đề đặc biệt nghiêm trọng đối với chiếc Galveston, khiến nó buộc phải xuất biên chế sớm vào năm 1970. Oklahoma City và Little Rock đã cần có những đồ dằn trong lườn tàu và thay đổi cách sắp xếp bên trong để cho phép chúng tiếp tục phục vụ trong thập niên 1970. Chiếc cuối cùng, Oklahoma City, được cho xuất biên chế vào tháng 12, 1979.

### Tàu được bảo tồn
Chỉ có một chiếc tàu tuần dương trong lớp Cleveland được bảo tồn. Chiếc Little Rock, tái trang bị năm 1960 thành một tàu tuần dương tên lửa điều khiển lớp Galveston và mang ký hiệu lườn CLG-4 (sau thành CG-4), hiện là một tàu bảo tàng tại Buffalo, New York, bên cạnh The Sullivans, một tàu khu trục lớp Fletcher, và Croaker, một tàu ngầm lớp Gato. 

## Những chiếc trong lớp
| Tàu (số hiệu lườn)                | Xưởng tàu                                                               | Đặt lườn             | Hạ thủy                                                              | Nhập biên chế Tái biên chế | Xuất biên chế         | Số phận                                                                          |
| --------------------------------- | ----------------------------------------------------------------------- | -------------------- | -------------------------------------------------------------------- | -------------------------- | --------------------- | -------------------------------------------------------------------------------- |
| Cleveland (CL-55)                 | New York Shipbuilding Corporation, Camden, New Jersey                   | 1 tháng 7 năm 1940   | 1 tháng 11 năm 1941                                                  | 15 tháng 6 năm 1942        | 7 tháng 2 năm 1947    | Rút đăng bạ 1 tháng 3 năm 1959; bán để tháo dỡ 18 tháng 2 năm 1960               |
| Columbia (CL-56)                  | New York Shipbuilding Corporation, Camden, New Jersey                   | 18 tháng 8 năm 1940  | 17 tháng 12 năm 1941                                                 | 29 tháng 7 năm 1942        | 30 tháng 11 năm 1946; | Rút đăng bạ 1 tháng 3 năm 1959; bán để tháo dỡ 18 tháng 2 năm 1959               |
| Montpelier (CL-57)                | New York Shipbuilding Corporation, Camden, New Jersey                   | 2 tháng 12 năm 1940  | 12 tháng 2 năm 1942                                                  | 9 tháng 9 năm 1942         | 24 tháng 1 năm 1947   | Rút đăng bạ 1 tháng 3 năm 1959; bán để tháo dỡ 22 tháng 1 năm 1960               |
| Denver (CL-58)                    | New York Shipbuilding Corporation, Camden, New Jersey                   | 26 tháng 12 năm 1940 | 4 tháng 4 năm 1942                                                   | 15 tháng 10 năm 1942       | 7 tháng 2 năm 1947    | Rút đăng bạ 1 tháng 3 năm 1959; bán để tháo dỡ 4 tháng 2 năm 1960                |
| Amsterdam (CL-59)                 | New York Shipbuilding Corporation, Camden, New Jersey                   | 1 tháng 5 năm 1941   |                                                                      |                            |                       | Đặt hàng lại như chiếc tàu sân bay hạng nhẹ USS Independence (CVL-22)            |
| Santa Fe (CL-60)                  | New York Shipbuilding Corporation, Camden, New Jersey                   | 7 tháng 6 năm 1941   | 10 tháng 6 năm 1942                                                  | 24 tháng 11 năm 1942       | 19 tháng 10 năm 1946  | Rút đăng bạ 1 tháng 3 năm 1959; bán để tháo dỡ 9 tháng 11 năm 1959               |
| Tallahassee (CL-61)               | New York Shipbuilding Corporation, Camden, New Jersey                   | 2 tháng 6 năm 1941   |                                                                      |                            |                       | Đặt hàng lại như chiếc tàu sân bay hạng nhẹ USS Princeton (CVL-23)               |
| Birmingham (CL-62)                | Newport News Shipbuilding and Dry Dock Company, Newport News, Virginia  | 17 tháng 2 năm 1941  | 20 tháng 3 năm 1942                                                  | 29 tháng 1 năm 1943        | 2 tháng 1 năm 1947    | Rút đăng bạ 1 tháng 3 năm 1959; bán để tháo dỡ 12 tháng 11 năm 1959              |
| Mobile (CL-63)                    | Newport News Shipbuilding and Dry Dock Company, Newport News, Virginia  | 14 tháng 4 năm 1941  | 15 tháng 5 năm 1942                                                  | 24 tháng 3 năm 1943        | 9 tháng 5 năm 1947    | Rút đăng bạ 1 tháng 3 năm 1959; bán để tháo dỡ 16 tháng 12 năm 1959              |
| Vincennes (CL-64) (ex-Flint)      | Bethlehem Steel Corporation, Fore River Shipyard, Quincy, Massachusetts | 7 tháng 3 năm 1942   | 17 tháng 7 năm 1943                                                  | 21 tháng 1 năm 1944        | 10 tháng 9 năm 1946   | Rút đăng bạ 1 tháng 4 năm 1966; đánh chìm như một mục tiêu 28 tháng 10 năm 1966  |
| Pasadena (CL-65)                  | Bethlehem Steel Corporation, Fore River Shipyard, Quincy, Massachusetts | 6 tháng 2 năm 1943   | 28 tháng 12 năm 1943                                                 | 8 tháng 6 năm 1944         | 12 tháng 1 năm 1950   | Rút đăng bạ 1 tháng 12 năm 1970; bán để tháo dỡ 5 tháng 7 năm 1972               |
| Springfield (CL-66)               | Bethlehem Steel Corporation, Fore River Shipyard, Quincy, Massachusetts | 13 tháng 2 năm 1943  | 9 tháng 3 năm 1944                                                   | 9 tháng 9 năm 1944         | 30 tháng 9 năm 1949   | Rút đăng bạ 31 tháng 7 năm 1980; bán để tháo dỡ 11 tháng 3 năm 1980              |
| (CLG-7)                           | Bethlehem Steel Corporation, Fore River Shipyard, Quincy, Massachusetts | 13 tháng 2 năm 1943  | 9 tháng 3 năm 1944                                                   | 2 tháng 7 năm 1960         | 15 tháng 5 năm 1974   | Rút đăng bạ 31 tháng 7 năm 1980; bán để tháo dỡ 11 tháng 3 năm 1980              |
| Topeka (CL-67)                    | Bethlehem Steel Corporation, Fore River Shipyard, Quincy, Massachusetts | 21 tháng 4 năm 1943  | 19 tháng 8 năm 1944                                                  | 23 tháng 12 năm 1944       | 18 tháng 6 năm 1949   | Rút đăng bạ 1 tháng 12 năm 1973; bán để tháo dỡ 20 tháng 3 năm 1975              |
| (CLG-8)                           | Bethlehem Steel Corporation, Fore River Shipyard, Quincy, Massachusetts | 21 tháng 4 năm 1943  | 19 tháng 8 năm 1944                                                  | 26 tháng 3 năm 1960        | 5 tháng 6 năm 1969    | Rút đăng bạ 1 tháng 12 năm 1973; bán để tháo dỡ 20 tháng 3 năm 1975              |
| New Haven (CL-76)                 | New York Shipbuilding Corporation, Camden, New Jersey                   | 11 tháng 8 năm 1941  |                                                                      |                            |                       | Đặt hàng lại như chiếc tàu sân bay hạng nhẹ USS Belleau Wood (CVL-24)            |
| Huntington (CL-77)                | New York Shipbuilding Corporation, Camden, New Jersey                   | 17 tháng 11 năm 1941 | Đặt hàng lại như chiếc tàu sân bay hạng nhẹ USS Cowpens (CVL-25)     |                            |                       |                                                                                  |
| Dayton (CL-78)                    | New York Shipbuilding Corporation, Camden, New Jersey                   | 29 tháng 12 năm 1941 | Đặt hàng lại như chiếc tàu sân bay hạng nhẹ USS Monterey (CVL-26)    |                            |                       |                                                                                  |
| Wilmington (CL-79)                | New York Shipbuilding Corporation, Camden, New Jersey                   | 16 tháng 3 năm 1942  | Đặt hàng lại như chiếc tàu sân bay hạng nhẹ USS Cabot (CVL-28)       |                            |                       |                                                                                  |
| Biloxi (CL-80)                    | Newport News Shipbuilding and Dry Dock Company, Newport News, Virginia  | 9 tháng 7 năm 1941   | 23 tháng 2 năm 1943                                                  | 31 tháng 8 năm 1943        | 29 tháng 8 năm 1946   | Rút đăng bạ 1 tháng 12 năm 1961; bán để tháo dỡ 5 tháng 3 năm 1962               |
| Houston (CL-81) (ex-Vicksburg)    | Newport News Shipbuilding and Dry Dock Company, Newport News, Virginia  | 4 tháng 8 năm 1941   | 19 tháng 6 năm 1943                                                  | 20 tháng 12 năm 1943       | 15 tháng 12 năm 1947  | Rút đăng bạ 1 tháng 3 năm 1959; bán để tháo dỡ 1 tháng 6 năm 1961                |
| Providence (CL-82)                | Bethlehem Steel Corporation, Fore River Shipyard, Quincy, Massachusetts | 27 tháng 7 năm 1943  | 28 tháng 12 năm 1944                                                 | 15 tháng 5 năm 1945        | 14 tháng 6 năm 1949   | Rút đăng bạ 30 tháng 9 năm 1978; bán để tháo dỡ 15 tháng 7 năm 1980              |
| (CLG-6)                           | Bethlehem Steel Corporation, Fore River Shipyard, Quincy, Massachusetts | 27 tháng 7 năm 1943  | 28 tháng 12 năm 1944                                                 | 17 tháng 9 năm 1959        | 31 tháng 8 năm 1973   | Rút đăng bạ 30 tháng 9 năm 1978; bán để tháo dỡ 15 tháng 7 năm 1980              |
| Manchester (CL-83)                | Bethlehem Steel Corporation, Fore River Shipyard, Quincy, Massachusetts | 25 tháng 9 năm 1944  | 5 tháng 3 năm 1946                                                   | 29 tháng 10 năm 1946       | 27 tháng 6 năm 1956   | Rút đăng bạ 1 tháng 4 năm 1960; bán để tháo dỡ 31 tháng 10 năm 1960              |
| Buffalo (CL-84)                   | Federal Shipbuilding and Drydock Company, Kearny, New Jersey            |                      |                                                                      |                            |                       | Hủy bỏ, 16 tháng 12 năm 1940                                                     |
| Fargo (CL-85)                     | New York Shipbuilding Corporation, Camden, New Jersey                   | 11 tháng 4 năm 1942  | Đặt hàng lại như chiếc tàu sân bay hạng nhẹ USS Langley (CVL-27)     |                            |                       |                                                                                  |
| Vicksburg (CL-86) (ex-Cheyenne)   | Newport News Shipbuilding and Dry Dock Company, Newport News, Virginia  | 26 tháng 10 năm 1942 | 14 tháng 12 năm 1943                                                 | 12 tháng 6 năm 1944        | 30 tháng 6 năm 1947   | Rút đăng bạ 1 tháng 10 năm 1962; bán để tháo dỡ 25 tháng 8 năm 1964              |
| Duluth (CL-87)                    | Newport News Shipbuilding and Dry Dock Company, Newport News, Virginia  | 9 tháng 11 năm 1942  | 13 tháng 1 năm 1944                                                  | 18 tháng 9 năm 1944        | 25 tháng 6 năm 1949   | Rút đăng bạ 1 tháng 1 năm 1960; bán để tháo dỡ 14 tháng 11 năm 1960              |
| Newark (CL-88)                    | Federal Shipbuilding and Drydock Company, Kearny, New Jersey            |                      |                                                                      |                            |                       | Hủy bỏ, 16 tháng 12 năm 1940                                                     |
| Miami (CL-89)                     | William Cramp & Sons Shipbuilding Company, Philadelphia, Pennsylvania   | 2 tháng 8 năm 1941   | 8 tháng 12 năm 1942                                                  | 28 tháng 12 năm 1943       | 30 tháng 6 năm 1947   | Rút đăng bạ 1 tháng 9 năm 1961; bán để tháo dỡ 20 tháng 7 năm 1962               |
| Astoria (CL-90) (ex-Wilkes-Barre) | William Cramp & Sons Shipbuilding Company, Philadelphia, Pennsylvania   | 6 tháng 9 năm 1941   | 6 tháng 3 năm 1943                                                   | 17 tháng 5 năm 1944        | 1 tháng 7 năm 1949    | Rút đăng bạ 1 tháng 11 năm 1969; bán để tháo dỡ 12 tháng 1 năm 1971              |
| Oklahoma City (CL-91)             | William Cramp & Sons Shipbuilding Company, Philadelphia, Pennsylvania   | 8 tháng 12 năm 1942  | 20 tháng 2 năm 1944                                                  | 22 tháng 12 năm 1944       | 30 tháng 6 năm 1947   | Rút đăng bạ 15 tháng 12 năm 1979; đánh chìm như một mục tiêu 25 tháng 3 năm 1999 |
| (CLG-5)                           | William Cramp & Sons Shipbuilding Company, Philadelphia, Pennsylvania   | 8 tháng 12 năm 1942  | 20 tháng 2 năm 1944                                                  | 7 tháng 9 năm 1960         | 15 tháng 12 năm 1979  | Rút đăng bạ 15 tháng 12 năm 1979; đánh chìm như một mục tiêu 25 tháng 3 năm 1999 |
| Little Rock (CL-92)               | William Cramp & Sons Shipbuilding Company, Philadelphia, Pennsylvania   | 6 tháng 3 năm 1943   | 27 tháng 8 năm 1944                                                  | 17 tháng 6 năm 1945        | 24 tháng 6 năm 1949   | Rút đăng bạ 22 tháng 11 năm 1976; hiện là tàu bảo tàng tại Buffalo, New York     |
| (CLG- 4)                          | William Cramp & Sons Shipbuilding Company, Philadelphia, Pennsylvania   | 6 tháng 3 năm 1943   | 27 tháng 8 năm 1944                                                  | 3 tháng 6 năm 1960         | 22 tháng 11 năm 1976  | Rút đăng bạ 22 tháng 11 năm 1976; hiện là tàu bảo tàng tại Buffalo, New York     |
| Galveston (CL-93)                 | William Cramp & Sons Shipbuilding Company, Philadelphia, Pennsylvania   | 20 tháng 2 năm 1944  | 22 tháng 4 năm 1945                                                  | 28 tháng 5 năm 1958        | tháng 5 năm 1970      | Rút đăng bạ 21 tháng 12 năm 1973; bán để tháo dỡ 16 tháng 5 năm 1975             |
| (CLG-3)                           | William Cramp & Sons Shipbuilding Company, Philadelphia, Pennsylvania   | 20 tháng 2 năm 1944  | 22 tháng 4 năm 1945                                                  | 28 tháng 5 năm 1958        | tháng 5 năm 1970      | Rút đăng bạ 21 tháng 12 năm 1973; bán để tháo dỡ 16 tháng 5 năm 1975             |
| Youngstown (CL-94)                | William Cramp & Sons Shipbuilding Company, Philadelphia, Pennsylvania   | 4 tháng 9 năm 1944   |                                                                      |                            |                       | Hủy bỏ, 12 tháng 8 năm 1945                                                      |
| Buffalo (CL-99)                   | New York Shipbuilding Corporation, Camden, New Jersey                   | 31 tháng 8 năm 1942  | Đặt hàng lại như chiếc tàu sân bay hạng nhẹ USS Bataan (CVL-29)      |                            |                       |                                                                                  |
| Newark (CL-100)                   | New York Shipbuilding Corporation, Camden, New Jersey                   | 26 tháng 10 năm 1942 | Đặt hàng lại như chiếc tàu sân bay hạng nhẹ USS San Jacinto (CVL-30) |                            |                       |                                                                                  |
| Amsterdam (CL-101)                | Newport News Shipbuilding and Dry Dock Company, Newport News, Virginia  | 3 tháng 3 năm 1943   | 25 tháng 4 năm 1944                                                  | 8 tháng 1 năm 1945         | 30 tháng 6 năm 1947   | Rút đăng bạ 2 tháng 1 năm 1971; bán để tháo dỡ 11 tháng 2 năm 1972               |
| Portsmouth (CL-102)               | Newport News Shipbuilding and Dry Dock Company, Newport News, Virginia  | 28 tháng 6 năm 1943  | 20 tháng 9 năm 1944                                                  | 25 tháng 6 năm 1945        | 15 tháng 6 năm 1949   | Rút đăng bạ 15 tháng 1 năm 1971; bán để tháo dỡ 26 tháng 2 năm 1974              |
| Wilkes-Barre (CL-103)             | New York Shipbuilding Corporation, Camden, New Jersey                   | 14 tháng 12 năm 1942 | 24 tháng 12 năm 1943                                                 | 1 tháng 7 năm 1944         | 9 tháng 10 năm 1947   | Rút đăng bạ 15 tháng 1 năm 1971; đánh chìm như một mục tiêu 13 tháng 5 năm 1972  |
| Atlanta (CL-104)                  | New York Shipbuilding Corporation, Camden, New Jersey                   | 25 tháng 1 năm 1943  | 6 tháng 2 năm 1944                                                   | 3 tháng 12 năm 1944        | 1 tháng 4 năm 1970    | Rút đăng bạ 1 tháng 10 năm 1962; đánh chìm như một mục tiêu 1 tháng 10 năm 1970  |
| Dayton (CL-105)                   | New York Shipbuilding Corporation, Camden, New Jersey                   | 8 tháng 3 năm 1943   | 19 tháng 3 năm 1944                                                  | 7 tháng 1 năm 1945         | 1 tháng 3 năm 1949    | Rút đăng bạ 1 tháng 9 năm 1961; bán để tháo dỡ 6 tháng 4 năm 1962                |